# اتئوکلس
اتئوکلس (به انگلیسی: Eteocles)، فرزند اودیپ و یوکاسته.
اودیپ او و برادرش، پولونیکس را به سبب آزارهایشان نفرین کرد که به دست هم کشته شوند. پس از مرگ اودیپ آن‌ها بر سر قدرت نزاع کردند و اتئوکلس پیروز شد. پولونیکس نیز آدراستوس را برگزید تا قدرت را او برگرداند و آدراستوس نیز به تب حمله کرد و به این صورت جنگ مخالفان هفت‌گانهٔ تب شکل گرفت و مطابق نفرین پدر هر دو به دست هم کشته شدند.